# 수지 앤 더 밴시스

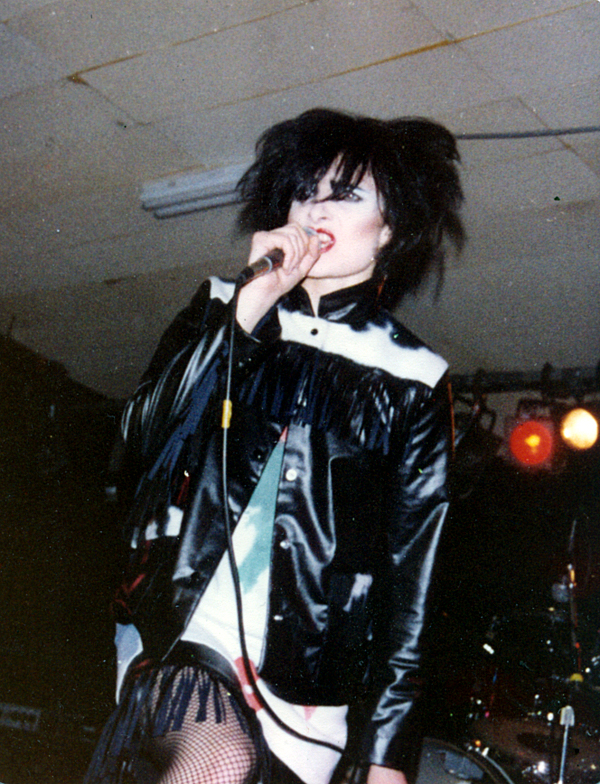
Siouxsie (1980)

수지 앤 더 밴시스(Siouxsie and the Banshees)는 1976년 런던에서 보컬리스트 수지 수와 베이스 기타리스트 스티븐 세버린이 결성한 영국의 록 밴드다. 밴드는 뉴 웨이브, 신스 팝, 고딕 록, 얼터너티브 록, 슈게이징, 트립 합 등의 현대 음악 장르에 영속적이며 깊은 영향을 발휘했고, 폭넓은 아티스트에게 영향을 주었다. 초기 영국 펑크 록 신에 관여한 밴드는, 이윽고 "대담한 리듬과 음향 실험으로 가득한 펑크 록"을 창조하여 빠르게 발전했다. 1978년, 극찬 받은 데뷔 음반 《The Scream》을 발표했으며, 향후 몇 년간 발표된 음반들은 그들의 명성을 드높이는 데 일조했다. 1981년 《Juju》을 통해 밴드는 발흥하기 시작한 고딕 록에 핵심적 영향을 행사했다. 밴드는 1996년 해산되었다. 수지와 드러머 벗지는 1980년대 초에 더 크리처스를 결성하여 음반을 계속 만들었다. 2004년 수지는 솔로 활동을 시작했다.
《타임스》는 그룹을 가리켜 "펑크 록 시대에서 가장 대담하고 단호한 모험가들이었다."고 일컬었다. 2006년 《모조》는 기타리스트 존 맥게오치를 "역대 가장 위대한 기타리스트 100인" 중 한 명으로 선택했다.

## 디스코그래피

### 정규 음반
- The Scream (1978)
- Join Hands (1979)
- Kaleidoscope (1980)
- Juju (1981)
- A Kiss in the Dreamhouse (1982)
- Hyæna (1984)
- Tinderbox (1986)
- Through the Looking Glass (1987)
- Peepshow (1988)
- Superstition (1991)
- The Rapture (1995)